# Fót
Fót är en stad i provinsen Pest i Ungern. Staden hade 20 097 invånare (2019). Fót är en del av Budapests storstadsområde.